# Два кольори
«Два кольори» — популярна українська пісня, написана у 1964 році Олександром Білашем на слова Дмитра Павличка. Першим виконавцем пісні був Анатолій Мокренко.

## Історія створення
Олеся Білаш, донька композитора Олександра Білаша, так переповіла історію створення пісні:
| Батько з Павличком сиділи на якомусь з'їзді комсомолу. Було нецікаво, вони почали поглядати наліво й направо — почали шукати гарних комсомолок, тому роздивлялися по залу. І раптом попереду побачив жіночку з накинутою на плечі хусткою: на чорному тлі — червоні троянди, такі яскраві, що просто очі виїдали. — Бачиш оту жіночку? — спитав батько Павличка. — Дивись, яка хустка — червоне і чорне. — Червоне — то любов, а чорне — то журба, — відповів Дмитро Васильович. Вони потихеньку втекли із з'їзду, поїхали до будинку творчості у Ворзелі. Написали пісню буквально за півгодини. |
Дмитро Павличко згадував, що одного разу після виконання пісні його та Олександра Білаша запросили на розмову зі співробітниками КДБ. Ті звинували автора в написанні «бандерівського гімну», оскільки кольори, оспівані в пісні, були кольорами прапору ОУН. Дмитру Павличку вдалося запевнити працівників КДБ, що цього не було в його намірах.

## Текст пісні
| Як я малим збирався навесні Піти у світ незнаними шляхами, Сорочку мати вишила мені Червоними і чорними Червоними і чорними нитками. Приспів: Два кольори мої, два кольори, Оба на полотні, в душі моїй оба, Два кольори мої, два кольори: Червоне — то любов, а чорне — то журба. Мене водило в безвісти життя, Та я вертався на свої пороги, Переплелись, як мамине шиття, Щасливії сумні мої, Щасливі і сумні мої дороги. Приспів: Два кольори мої, два кольори, Оба на полотні, в душі моїй оба, Два кольори мої, два кольори: Червоне — то любов, а чорне — то журба. Мені війнула в очі сивина, Та я нічого не везу додому, Лиш горточок старого полотна І вишите моє життя, І вишите моє життя на ньому. Приспів: Два кольори мої, два кольори, Оба на полотні, в душі моїй оба, Два кольори мої, два кольори: Червоне — то любов, а чорне — то журба. |

## Виконання та виконавці пісні
- Дмитро Гнатюк[4]
- Василь Зінкевич[5]
- Ярослав Євдокимов[6]
- Юрій Гуляєв[7]
- Віктор Шпортько[8]
- Анатолій Мокренко[9]
- «Явір»[10]
- Вадим Дубовський[11]
- Раїса Кириченко[12]
- Квітка Цісик[13]
- «Кому Вниз»[14]
- Злата Огнєвіч[15]
- Марія Яремчук[16]
- Василь Сліпак[17]
- Віктор Павлик[18]
- Таїсія Повалій[19]

Музична тема пісні і сама пісня звучать у короткометражному фільмі «Київські мелодії» (1967) та документальному фільмі «Чорнобиль: Два кольори часу» (1986-88). Цікаво, що у фільмі "Київські мелодії" у пісні виконується видозмінений приспів: "В червоному - любов, а в чорному - журба"
При виконанні рідкісне слово «горточок» часто співають як «згорточок».
Нового сенсу твір набув після початку війни на сході України. Пісню з аранжуванням тексту гуртом «Кому Вниз» було виконано у рамках меморіально-мистецької програми «Голоси Героїв» на території Національного музею історії України у Другій світовій війні під час проведення акції «Перша хвилина миру» з нагоди Дня пам'яті та примирення 8 травня 2015 року. Під час виступу на сцені демострувався відеоряд автором якого був Олексій Хорошко, а режисером — Сергій Проскурня.
Пісня перекладена і виконана французькою мовою.

## Цікаві факти
- 21 травня 2015 року до Дня вишиванки 350 працівниками Тернопільської обласної державної адміністрації та Тернопільської обласної ради було встановлено своєрідний рекорд — найбільша кількість державних службовців у вишиванках на одному фото і наймасовіше виконання пісні «Два кольори»[32].